# Silikos

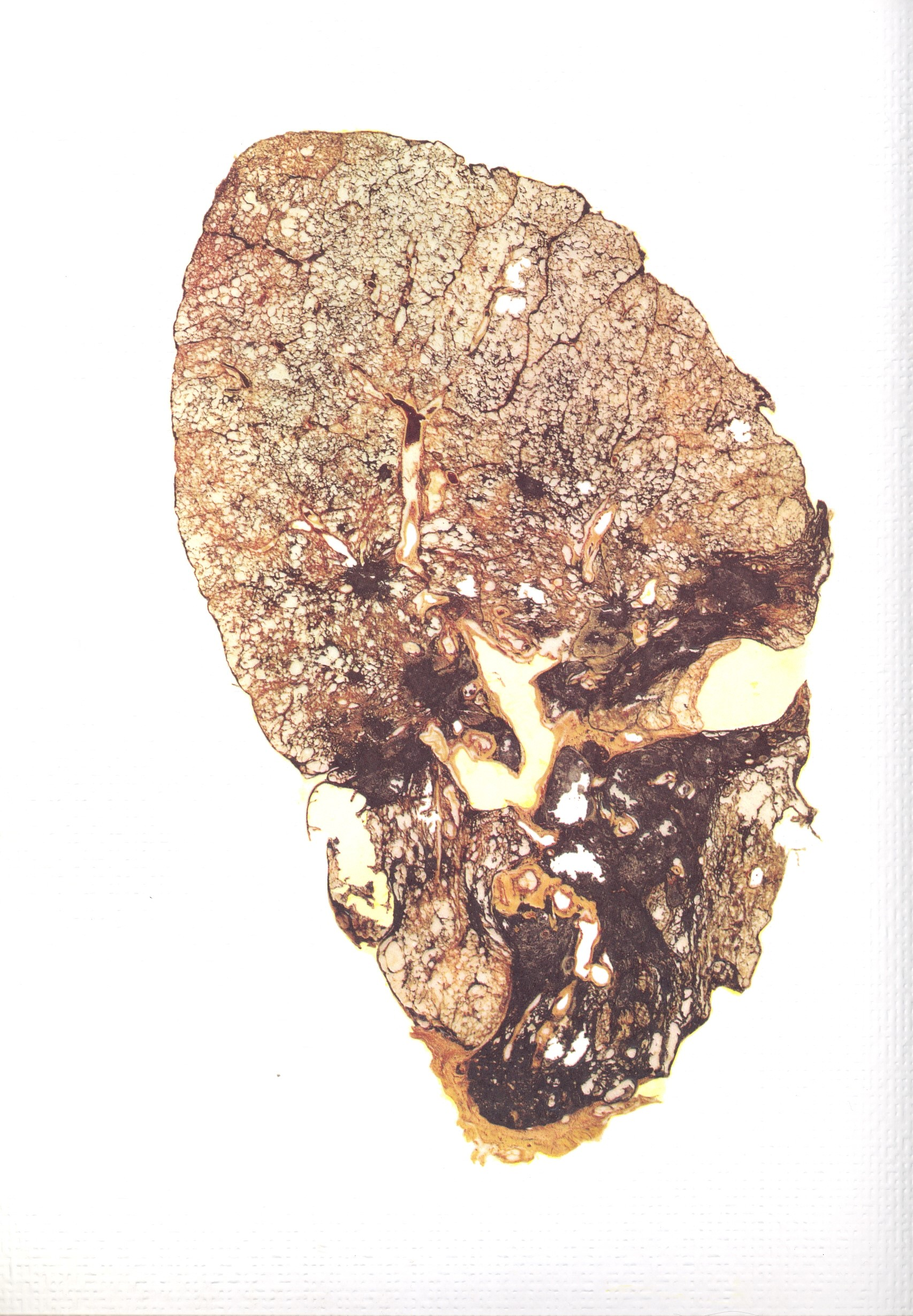
Del av en lunga påverkad av silikos.

Silikos, eller stendammlunga, är en typ av dammlungesjukdom som orsakas av inandning av kristallin kiseldioxid, främst i form av kvarts, men även som kristobalit eller tridymit.

## Uppkomst och förekomst i arbetslivet
Kvarts är ett mineral av kristallstruktur bestående av kiseldioxid, SiO2. Det ingår i bergarter som sandsten, kvartsit, flinta, granit, skiffer och gnejs, och används vid:
- Brytning, krossning, sortering och malning av sten inom gruv- och stenindustrin
- Betongarbete inom byggnadsindustrin
- Gjutning av kvartssand inom stålverk och gjuterier
- Tillverkning och bearbetning av glas, porslin, keramik, tegel
- Sopning av gator
- Sandblästring
- Emaljeringsarbeten

Partiklarna (< 5µm) från kvartsdamm kan komma ned i lungblåsorna. Kroppen kan inte göra sig av med dem, de kapslas in i ärrvävnad. Sjukdomsbilden präglas av inflammation och ärrbildning i form av knutformade skador i lungvävnaden. Man ser en ökning av bindvävnad, s.k. fibros. Lungorna blir stelare och utbytet av syrgas blir försvårat. Silikos utvecklas oftast efter en latenstid mellan 10 och 30 år och ger i första hand symptom i form av andfåddhet. Vid hög exponering kan symtomen komma snabbare. Svår silikos kan vara dödlig och innebär även en ökad risk för cancer (lunga, matstrupe, magsäck) och ökad känslighet för tuberkulos. Silikos går inte att bota, men sjukdomsförloppet kan stoppas om kvartsexponeringen upphör.

## Utbredning i världen respektive Sverige
Silikos är en av de vanligaste arbetsrelaterade lungsjukdomarna i världen och en av de äldsta kända yrkessjukdomarna. Statistik över silikos (stendammlunga) och antrakos (koldammlunga) presenteras ofta tillsammans. I Kina, med världens mest omfattande gruvverksamhet, dör mer än 6,000 gruvarbetare årligen på grund av silikos och antrakos. Det totala antalet drabbade är inte känt, men man uppskattar att mellan 400,000 och 4 miljoner gruvarbetare i Kina lider av dessa lungsjukdomar. De utgör allvarliga problem för många aktiva och pensionerade gruvarbetare i andra viktiga gruvländer, som USA, Indien, Brasilien, Sydafrika och Chile.
Under 1930-talet utbröt en silikosepidemi i den industrialiserade världen. Yrkeshygieniska åtgärder för att sänka exponeringen på arbetsplatserna infördes och antalet fall av silikos minskade så småningom. Sverige är ett av relativt få länder som drastiskt minskat antalet silikosfall och nu kan sägas ha kontroll över utvecklingen. Under 15 år, sedan 1997, har i det svenska dödsfallregistret noterats i genomsnitt 7 dödsfall per år på grund av silikos, och trenden är minskande. Silikos kan dock inte anses vara utrotad som sjukdom i Sverige. Användningen av nya material och processer inom exempelvis gruvindustri eller byggnadsverksamhet kan skapa nya risker för silikos. Det finns också nya yrkesområden i andra länder där exponeringen för kvartsdamm har ökat under senare år. Ett exempel är sandblästring av jeanstyger för modeindustrin. Det har förekommit ett antal fall av dödlig silikos hos unga textilarbetare i Turkiet i samband med denna verksamhet.
För att ta itu med förebyggande av silikos globalt grundade ILO och WHO 1997 ILO/WHO Global Programme for the Elimination of Silicosis. Målet är att minska förekomsten av silikos drastiskt år 2015, och eliminera silikos som ett folkhälsoproblem till 2030. Att dessa mål skulle uppnås ter sig osannolikt. Dels har inte så många länder anslutit sig till programmet. Dels, om man granskar vad de länder som anslutit sig hittills gjort, är man 2013 långt ifrån målen.

## Förebyggande åtgärder
Det bästa sättet att förhindra silikos är att på arbetsplatsen identifiera aktiviteter som producerar kristallint kvartsdamm och sedan att eliminera eller kontrollera dammet:
- Renhållning
- Kvartssand kan bytas mot olivinsand (basisk bergart bestående av magnesium-järn-silikat) som formmaterial i gjuterier.
- Glaskulor kan ersätta kvartssand när man blästrar.
- Pulverformig kvarts (filtermedel, fyllmedel) kan bytas mot perlit (vulkaniskt glasmineral)[2]
- Kan man inte ersätta kvarts med annat material så måste skyddsåtgärder vidtas i form av tex.

vattenbesprutning
ventilationsåtgärder (tex. punktutsug),
lämplig personlig skyddsutrustning (andningsmask Halvmask med P3 filter)
isolerande manöverhyttor med friskluftstillförsel
I Sverige är arbetsgivaren skyldig att riskbedöma arbetet genom att utföra mätningar eller på annat sätt bedöma halten och exponeringen för kvartsdamm. Riskbedömningar och protokoll från bedömningar samt  mätningar ska dokumenteras och finnas tillgängliga för Arbetsmiljöverket. Arbetsgivaren är även skyldig att ordna läkarundersökningar för personal som utsätts för kvartsdamm över halva gränsvärdet. 
Nivågränsvärde för respirabelt kvartsdamm är för närvarande 0,1 mg/m3. Begreppet nivågränsvärde avser ett hygieniskt gränsvärde för exponering under en arbetsdag, normalt 8 timmar. Med den respirabla fraktionen dammpartiklar menar man de inhalerbara partiklar som når längst ner i luftvägarna till lungblåsorna (alveolerna).